# Louise-Félicité de Brehan
Pour les autres membres de la famille, voir Famille de Bréhan.
Louise-Félicité de Brehan de Plélo, duchesse d'Aiguillon, est une épistolière française, née en 1726 et morte en 1796. Dame de la cour de Louis XV, connue comme épistolière, elle a été disgraciée sous Louis XVI avec son mari, l'ancien ministre Emmanuel-Armand de Vignerot du Plessis, duc d'Aiguillon.

## Biographie

Armes de la famille de Bréhan.

Louise-Félicité de Brehan de Plélo est la fille de Louis de Bréhan, comte de Plélo (1699-1734), ambassadeur de France au Danemark qui a essayé de libérer Dantzig, et de Louise-Françoise Phélypeaux de La Vrillière ; elle est par sa mère la petite-fille du secrétaire d'État Louis Phélypeaux de La Vrillière, et la nièce du comte de Maurepas, secrétaire d'État à la Marine de Louis XV, et du comte de Saint-Florentin, ministre d’État et secrétaire d'État. 
Son père ayant été tué en 1734, et sa mère étant morte en 1737, elle est orpheline à 11 ans. Son oncle Saint-Florentin ayant décliné la tutelle, elle est recueillie par son autre oncle et tuteur Maurepas, et élevée à l'abbaye de Penthemont ; sa tutrice est sa grand-mère la marquise de La Vrillière, duchesse de Mazarin,. 

Armes du duc d'Aiguillon.

Baronne de Pordic, dame de Plélo, elle épouse le 4 février 1740 Emmanuel-Armand de Vignerot du Plessis de Richelieu, comte puis duc d’Agenois, puis en 1750, duc d’Aiguillon, et qui devient plus tard secrétaire d'État des Affaires étrangères pendant trois ans et momentanément secrétaire d'État de la Guerre en 1774 avant d'être disgracié. 
Elle est dame du palais de la reine à partir de 1748,.
Jugée d'un « physique peu agréable », elle est appréciée comme femme d'esprit. Soulavie la décrit comme « simple, timide, silencieuse, mais vertueuse et sensible ». Elle se montre de plus une mère attentive, et ne se plaignant pas des nombreuses infidélités de son mari.
La duchesse d'Aiguillon suit son mari dans sa disgrâce en 1775 dans leur château d'Aiguillon délabré, qu'elle s'efforce de rendre habitable. Par son économie, avec goût et ténacité, elle améliore progressivement la propriété jusqu'à la rendre prospère et agréable.
Elle se révèle « une épistolière d'élite », et correspond notamment avec Mme de Chauvelin, le baron de Scheffer, le chevalier de Balleroy.

### Descendance
De son mariage sont nés plusieurs enfants dont deux sont parvenus à l'âge adulte:
- Armande Elisabeth Félicité du Plessis-Richelieu d'Aiguillon (2 février 1746 - 3 juillet 1759 Paris)

- Innocente-Aglaé de Vignerot du Plessis-Richelieu d'Aiguillon (28 décembre 1747 - 12 juin 1776 Aiguillon) qui épouse le 18 novembre 1766 Joseph-Dominique de Moreton, marquis de Chabrillan
- Armande Amélie du Plessis-Richelieu d'Aiguillon (24 juin 1752 - 13 octobre 1755 Paris)[11]
- Armand-Désiré de Vignerot du Plessis (1761-1800), dernier duc d'Aiguillon